# Sidi Smaïl
Sidi Smaïl (en amazighe : ⵙⵉⴷⵉ ⵙⵎⴰⵄⵉⵍ - Sidi Smaɛil ; en arabe : سيدي سماعيل) est une ville du Maroc. Elle est située dans la région Casablanca-Settat.

## Démographie

Mausolée de Sidi Smaïl
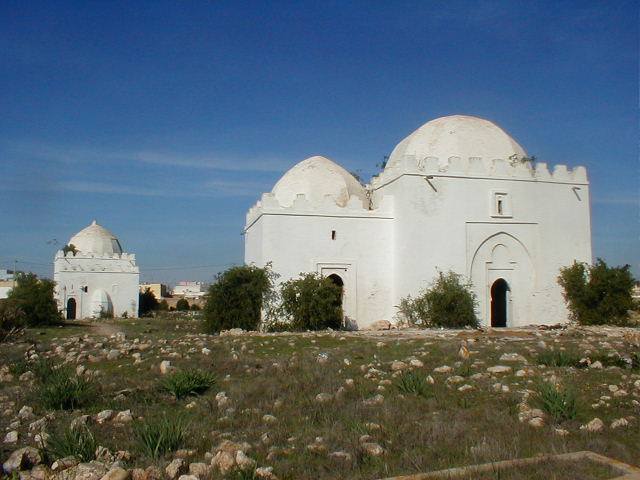